# Apechoneura semilunata
Apechoneura semilunata là một loài tò vò trong họ Ichneumonidae.